# Frans Ludvig Calonius

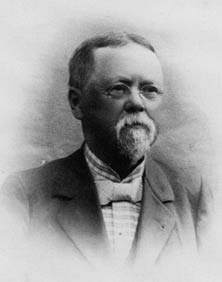
Frans Ludvig Calonius

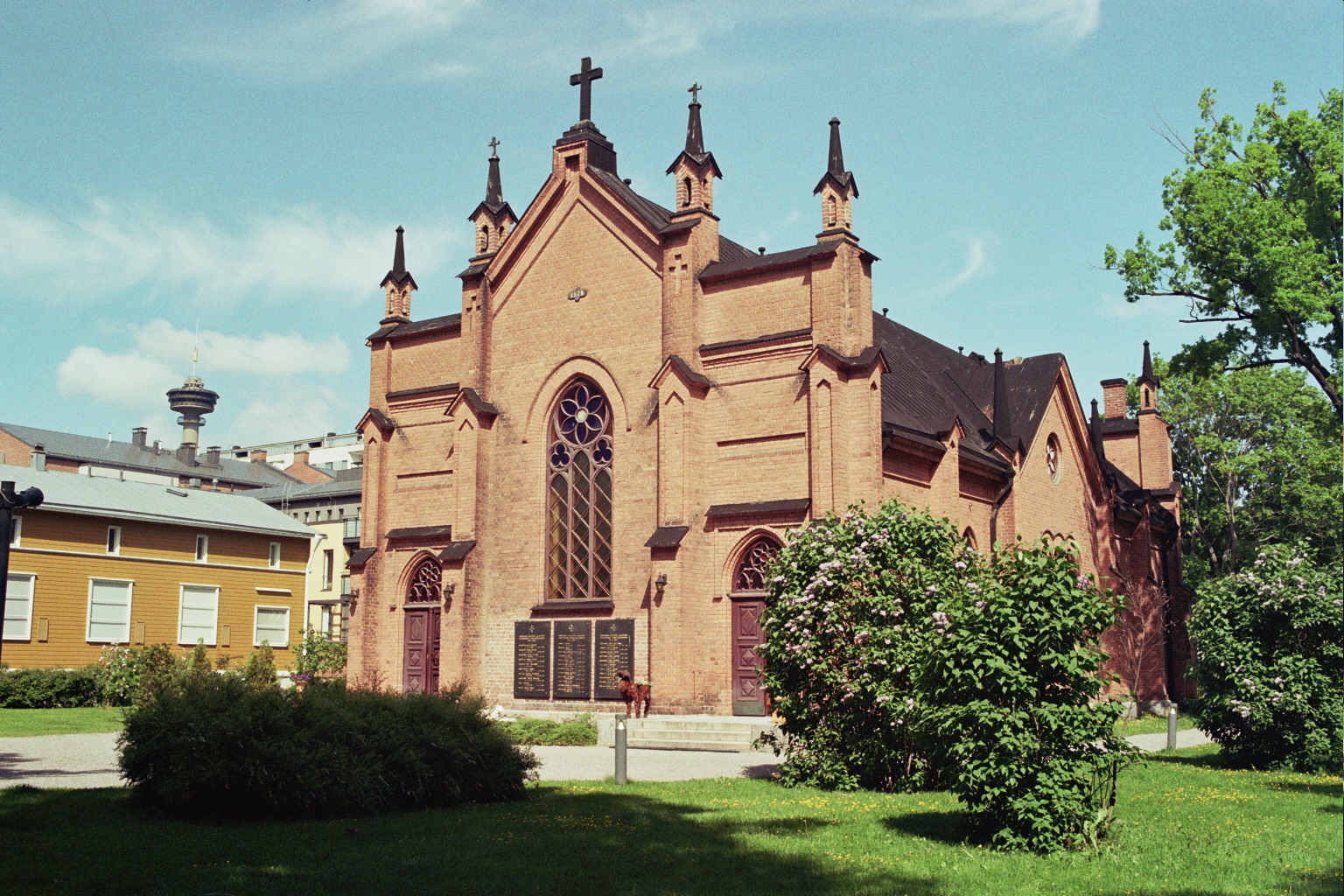
Finlaysons kyrka i Tammerfors

Frans Ludvig Calonius, född 19 november 1833 i Borgå, död 8 december 1903 i Tammerfors, var en finländsk arkitekt och under perioden 1876-91 Tammerfors första stadsarkitekt.
Calonius avlade studentexamen vid Borgå gymnasium 1854. Därefter studerade han först under länsarkitekten i Åbo och Björneborgs län Georg Theodor Chiewitz och vidare vid Stockholms konstakademi. Som Tammerfors stadsarkitekt ritade han många av stadens trä- och stenbyggnader i nyrenässansstil samt utarbetade bebyggelseplaner för Tammerforsområdena Amuri, Tammela och Kyttälä. Bland av honom ritade byggnader i staden finns ett väveri och en kyrka på Finlaysons fabriksområde samt två av husen runt Centraltorget: Sandbergin talo och Selinin talo. Calonius var också verksam i Helsingfors där han ritade Villa Bjälbo i stadsdelen Mejlans, som till början fungerade som hans egen sommarbostad och som idag är den finländska statsministerns tjänstebostad.

## Byggnader
- Villa Bjälbo i Mejlans i Helsingfors,  1873
- Alberga gårds huvudbyggnad i Alberga i Esbo,  1874–1876
- Fasaden av väveribyggnaden Plevna på Finlaysons industriområde i Tammerfors, 1877
- Finlaysons kyrka i Tammerfors, 1879
- Selins hus i Tammerfors, 1885
- Sandbergs hus i Tammerfors, 1880–1897
- Lutherska bönhuset i Tammerfors

## Bildgalleri

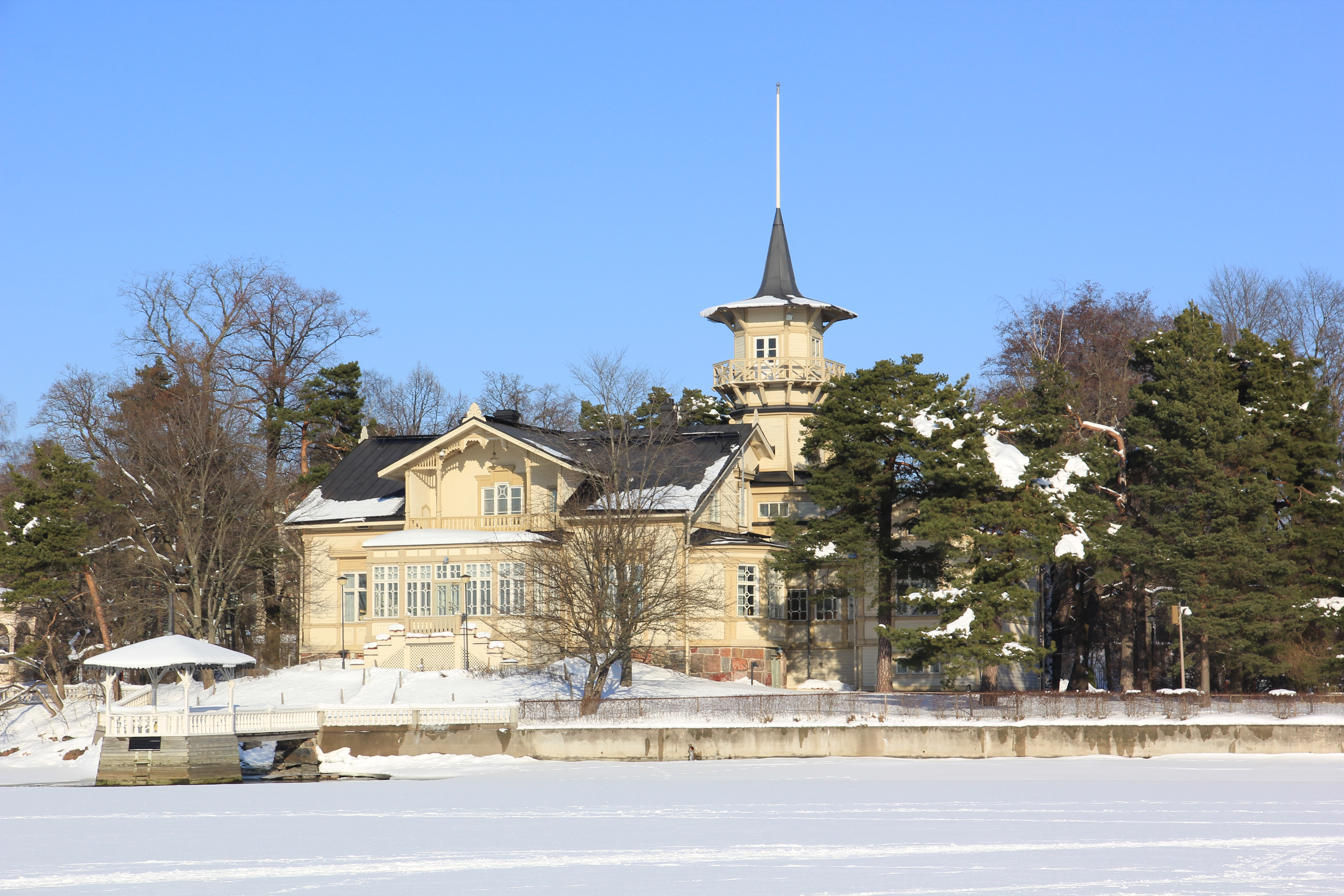
Villa Bjälbo
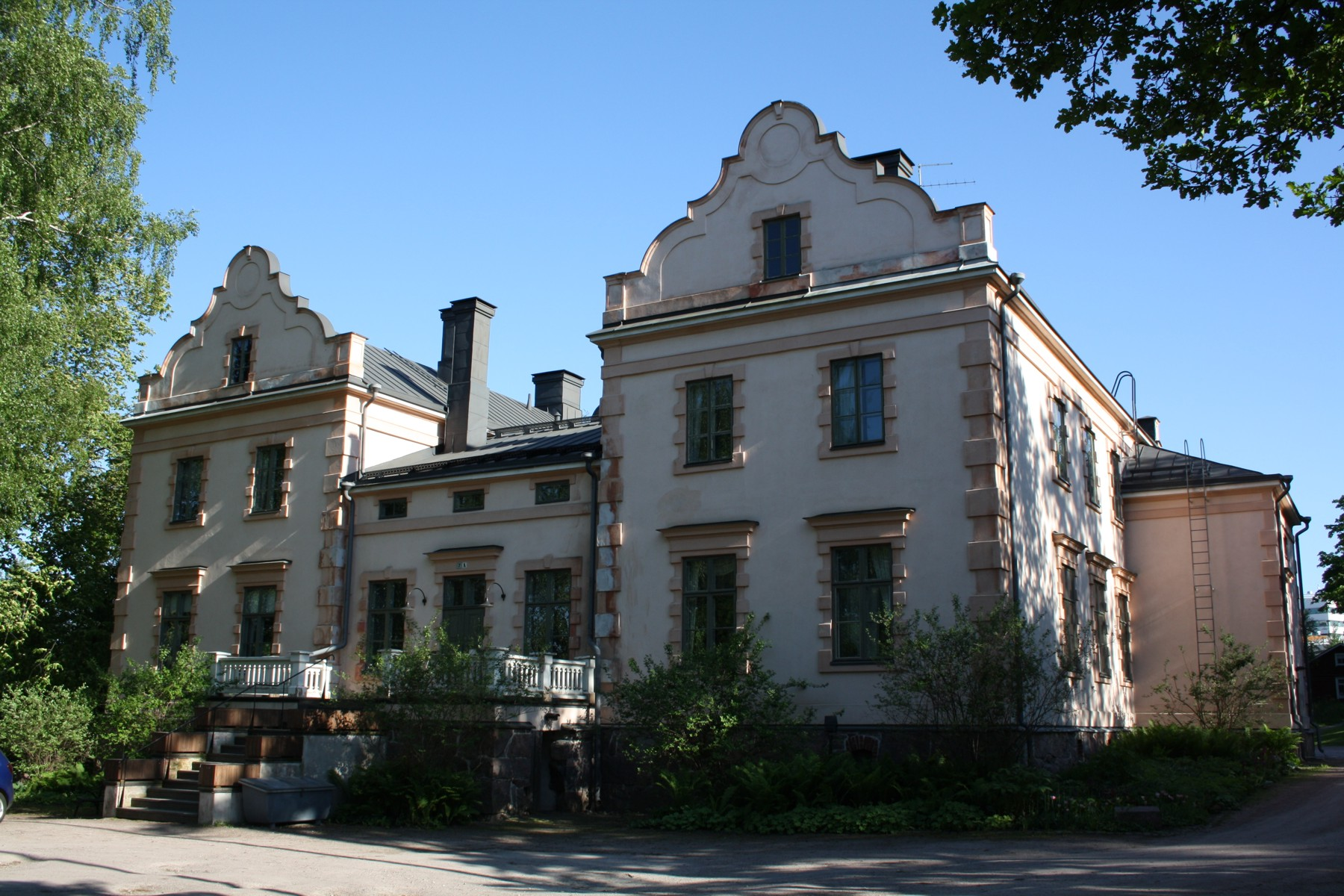
Alberga gård